# Боровенка (левый приток Плюссы)
Боровенка — река в России, протекает в Гдовском и Плюсском районах Псковской области. Устье реки находится в 112 км по левому берегу реки Плюсса (напротив деревни Брод). Длина реки — 10 км, площадь её водосборного бассейна — 20,7 км². На левом берегу реки стоит деревня Боровня Чернёвской волости.

## Данные водного реестра
По данным государственного водного реестра России относится к Балтийскому бассейновому округу, водохозяйственный участок реки — Нарва, речной подбассейн реки — подбассейн отсутствует. Относится к речному бассейну реки Нарва (российская часть бассейна).